# National Capital Region
De National Capital Region (NCR) is een van de 17 bestuurlijke regio's van de Filipijnen. De regio wordt ook wel aangeduid als Metro Manilla. Het regionale centrum is Manilla. De grootste stad is Quezon City. De National Capital Region (NCR) is als enige Filipijnse regio niet onderverdeeld in provincies. NCR bestaat uit 16 steden en 1 gemeente.
Bij de volkstelling van 2020 had de NCR 13.484.462 inwoners. Het gehele, aaneengesloten grootstedelijke gebied van Manilla reikt nog veel verder dan de NCR en omvat ook gedeelten van de omliggende provincies Bulacan, Cavite, Laguna en Rizal. Met in totaal 27,8 miljoen inwoners is dit een van de grootste agglomeraties ter wereld.

## Geografie

### Bestuurlijke indeling
| Stad/Gemeente | Inwoners (census 2010) | Opp. (km²) | Dichtheid (per km²) | Groei 2000-10 (%/jr) | BBP Per capita | Stad sinds |
| ------------- | ---------------------- | ---------- | ------------------- | -------------------- | -------------- | ---------- |
| Caloocan      | 1.489.040              | 55,80      | 26.685,3            | 2,37                 | $9.426         | 1962       |
| Las Piñas     | 552.573                | 32,69      | 16.903,4            | 1,57                 | $8.678         | 1997       |
| Makati        | 529.039                | 21,57      | 24.526,6            | 1,75                 | $29.259        | 1995       |
| Malabon       | 353.337                | 15,71      | 22.491,2            | 0,42                 | $4.334         | 2001       |
| Mandaluyong   | 328.699                | 9,29       | 35.382,0            | 1,67                 | $20.258        | 1994       |
| Manilla       | 1.652.171              | 24,98      | 66.139,8            | 0,44                 | $13.731        | 1571       |
| Marikina      | 424.150                | 21,52      | 19.709,6            | 0,81                 | $10.346        | 1996       |
| Muntinlupa    | 459.941                | 39,75      | 11.570,8            | 1,95                 | $13.789        | 1995       |
| Navotas       | 249.131                | 8,94       | 27.867,0            | 0,78                 | $5.296         | 2007       |
| Parañaque     | 588.126                | 46,57      | 12.628,9            | 2,72                 | $10.146        | 1998       |
| Pasay         | 392.869                | 13,97      | 28.122,3            | 1,02                 | $6.876         | 1947       |
| Pasig         | 669.773                | 48,46      | 13.821,2            | 2,86                 | $12.032        | 1995       |
| Pateros       | 64.147                 | 10,40      | 6.168,0             | 1,12                 | $3.324         | n.v.t.     |
| Quezon City   | 2.761.720              | 171,71     | 16.083,6            | 2,42                 | $11.213        | 1939       |
| San Juan      | 121.430                | 5,95       | 20.408,4            | 0,31                 | $16.893        | 2007       |
| Taguig        | 644.473                | 45,21      | 14.255,1            | 3,27                 | $12.342        | 2004       |
| Valenzuela    | 575.356                | 47,02      | 12.236,4            | 1,71                 | $7.531         | 1998       |
| Totaal        | 11.855.975             | 619,5      | 19.136,7            | 1,79                 | $10.223        |            |

Deze steden en gemeente zijn onderverdeeld in 1706 barangays

## Demografie
Metro Manilla had bij de census van 2010 een inwoneraantal van 11.855.975 mensen. Dit waren 302.548 mensen (2,6%) meer dan bij de vorige census van 2007. Ten opzichte van de census van 2000 was het aantal inwoners gegroeid met 1.923.415 mensen (19,4%). De gemiddelde jaarlijkse groei in die periode kwam daarmee uit op 1,79%, hetgeen lager was dan het landelijk jaarlijks gemiddelde over deze periode (1,90%).

De bevolkingsdichtheid van Metro Manilla was ten tijde van de laatste census, met 11.855.975 inwoners op 619,54 km², 19.136,7 mensen per km².

## Economie
Uit cijfers van het National Statistical Coordination Board (NSCB) uit het jaar 2003 blijkt dat 6,9% (16.737 mensen) onder de armoedegrens leefde. In het jaar 2000 was dit 7,8%. Metro Manilla was daarmee gemiddeld duidelijk minder arm dan het landelijk gemiddelde van 28,7%. Slechts de provincie Rizal bleken minder mensen onder de armoedegrens te leven. De ernst van de armoede was bovendien relatief goed vergeleken met de overige delen van de Filipijnen. Ook hier was alleen de mate van armoede in de provincie Rizal minder ernstig.